# Östgöta konstförening
Östgöta konstförening är en konstförening med säte i Linköping, som arrangerar konstutställningar, ger ut publikationer och delar ut stipendier. Den grundades 1921 och samarbetar med Norrköpings konstmuseum och Östergötlands museum.
Ordförande
| - 1921-1931 - Eric Trolle - 1931-1941 - Karl Tiselius - 1941-1947 - Carl Hamilton - 1947-1953 - Bertel Hallberg - 1953-1965 - Eric Flodgren - 1965-1972 - Åke Hjalmers - 1972-1977 - Bo Sundberg | - 1977-1981 - Margareta Carlsson-Ring - 1981-1988 - Eskil Näsström - 1988-1991 och 1992-1993 - Gösta Lind - 1991-1992 - Sven Noreen - 1993-2000 - Birgit (Nyqvist) Lorblad - 2000– – Jan Wahlstein |

## Östgöta konstförenings stipendium
| - 1924-1925, 1927, 1929 - Axel Anderson - 1924-1926 - Asta Holmberg - 1928 - Carin Nilson - 1930-1931 - Evert Thörnborg - 1932-1933 - Gustav Alexanderson - 1934, 1989 - Gustaf Adolf Fahle - 1935-1936 - Knut Hanqvist - 1937 - Laurentz Carlson - 1938-1939 - Åke Liljeson - 1940-1942 - Birger Strååt - 1943-1944, 1965 - Folke Gullby - 1946-1948, 1951 - Pär Thorell - 1949, 1951 - Erik Svensson - 1950-1952 - Hans Holm - 1953 - Leo Gustafson - 1954-1956 - Hans Hermansson - 1954 - Ulrik Samuelson - 1955 - Olle Larsson - 1955 - Pär Göransson - 1956 - Idun Lovén - 1956 - Ulla Ruuth-Haglund - 1957 - Sven Frick - 1957-1958 - Ivan Rodell - 1957, 1960 - Hans Åsberg - 1958 - Inga Bagge - 1958 - Tommy Östmar - 1959 - Margareta Linton - 1959 - Albert Sjöström - 1959 - Anna Klein-Svensson | - 1961 - Leoo Verde - 1961 - Owe Pellsjö - 1962 - Åke Liljeson - 1962 - Bertil Almlöf - 1963 - Helge Håkanssonä - 1965 - Jan Erik Frisendahl - 1965 - Lolo Holmquist - 1966 - Fritz Grahn - 1966 - Christer von Rosen - 1967 - Martin Bornholm - 1967 - Sigge Ljungqvist - 1968 - Lennart Derwinger - 1968 - Svenrobert Lundquist - 1969 - Bengt Ericson - 1972 - Bertil Andersson - 1972 - Mary-Ann Tollin-Verde - 1973 - Lars Tärning - 1974 - Carl Delden - 1975 - Franco Leidi - 1976 - Elis Nordh - 1977 - Leif Elggren - 1978 - Eskil Hansson - 1979 - Olof Häggqvist - 1980 - Annila Sterner - 1981 - Agne Johansson - 1982 - Arne Fälth - 1983 - Kerstin Eneström - 1984 - Brita Rothlin-Zachrisson - 1985 - Per Pettersson | - 1986 - Stefan Teleman - 1987 - Vivianne Larsson - 1988 - Eric Chambert - 1990 - Anna-Katarina Hermansson - 1991 - Stina Opitz - 1992 - Hans Björn - 1993 - Kicki Stenström - 1994 - Bo Olls - 1995 - Thomas Edetun - 1996 - Lillevi Hultman - 1997 - Peter Uhr - 1998 - Olle Schmidt - 1999 - Leif E Boman - 2000 - Lena Möller - 2001 - Åke Bjurhamn - 2002 - Camilla Lothigius - 2003 - Britta Johanson - 2004 - Allan Horsak - 2005 - Inger Södergren - 2006 - Björn Svensk - 2008 - Lasse Frisk - 2009 - Gisela Eliassen - 2010 - Berit Johansson - 2012 - Peter Freudenthal - 2013 - Wolfgang Peter Menzel |

## Olga Nilssons stipendiefond
Fonden kommer ur fröken Olga Nilsson testamente, som offentliggjordes 1941. Hon föddes 1875 i Eskilstuna, dotter till en bildhuggare, och var hushållerska hos stadsläkaren Carl Ekman i Motala.
| - 1944 - Knut Hanqvist - 1950 - Erik Svensson - 1954 - Olle Larsson - 1954 - Philip von Schantz - 1959 - Sigfrid (Karlsson) Grimma - 1964 - Hans Hermansson - 1977 - Wilhelm Lindvall - 1978 - Claes-Åke Schlönzig - 1979 - Mikael Wahrby | - 1980 - Göran Littorin - 1981 - Ragnhild Ahlén - 1983 - Anders Thorlin - 1984 - Gunilla Tyrberg - 1985 - Lars Hoffsten - 1986 - Karin Klöör - 1987 - Henry Hermansson - 1988 - Jan Davidsson - 1989 - Lillevi Hultman | - 1991 - Liisa Chaudhuri - 1992 - Carsten Hellström - 1993 - Lena Wiklund - 1995 - Bissa (Gunnerström) Segerson - 1996 - Ulf Lundkvist - 1997 - Caroline Färnström - 1998 - Helena Sjögren - 2004 - Inger Hasselgren - 2006 - Björn Svensk - 2015 - Jimmy Gustavsson |